# Mikuláš Teich
Mikuláš Teich (Košice, 24 de juliol de 1918) és un historiador de la ciència i editor eslovac.

## Biografia
Nascut a Košice el 1918, va estudiar a la Universitat Masaryk de Brno, fins que el 1939, en ser el seu país ocupat per l'Alemanya nazi, es va exiliar al Regne Unit, fins al 1946, després de la fi de la Segona Guerra Mundial. Els seus pares van morir en camps de concentració. Durant la seva estada a terres britàniques es va doctorar a la Universitat de Leeds. Una vegada a Txecoslovàquia va ser professor a la Universitat Carolina de Praga, encara que va haver d'abandonar de nou el país després de la Primavera de Praga i la intervenció soviètica. Va estar casat amb la també historiadora, en aquest cas econòmica, Alice Teichova, morta al març de 2015.
Va ser un dels autors de History of Exact Sciences in Bohemian Lands Up to the End of the Nineteenth Century (1961), també va escriure obres com A Documentary History of Biochemistry 1770-1940 (1992), al costat de Dorothy M. Needham, i Bier, Wissenschaft und Wirtschaft in Deutschland, 1800-1914. Ein Beitrag zur deutschen Industrialisierungsgeschichte (2000), sobre la història de la cervesa a Alemanya, a més d'editar diversos treballs al costat de Roy Porter.